# Watchtower Hill
Watchtower Hill är en kulle i Antarktis. Den ligger i Östantarktis. Nya Zeeland gör anspråk på området. Toppen på Watchtower Hill är 2 269 meter över havet, eller 121 meter över den omgivande terrängen. Bredden vid basen är 2,7 km.
Terrängen runt Watchtower Hill är varierad. Trakten är obefolkad. Det finns inga samhällen i närheten.